# The Need for Speed
Road & Track Presents: The Need for Speed (chamado no Japão de Over Drivin'), é um jogo eletrônico de simulação de corrida de carros produzido em 1994 pela EA Canada e distribuído pela Electronic Arts para os consoles 3DO, em 1995 uma versão para PC executada em DOS, e PlayStation e Sega Saturn em 1996. Além de sua Edição Especial para Microsoft Windows 
É o primeiro título da série Need for Speed, que renderia muitos outros títulos sob o mesmo nome. O jogo foi produzido conjuntamente com uma revista especializada em carros esportivos, a Road & Track, que inclusive cedeu seu nome ao jogo, para que através de testes o comportamento real dos carros fosse reproduzido no jogo, do desempenho ao som das trocas de marcha. Foram incluídos ainda vídeos, fotos e comentários sobre os veículos do jogo.
O jogo é focado no realismo. Este enfoque na simulação foi deixado cada vez mais de lado pela Electronic Arts, a medida que novas versões foram lançadas, deixando o jogo com um estilo mais "arcade". Porém algumas vezes é lançado algum jogo seguindo a receita "old school" do primeiro NFS, como é o caso do Need for Speed: Porsche Unleashed e, mais recentemente, Need for Speed: Shift.

## Características
O jogo já possuía características que marcariam os futuros jogos da série:
- Presença de veículos de marcas famosas como Porsche, Dodge, Ferrari e Lamborghini.
- Perseguição policial em rodovias abertas.
- Tráfego local em pistas abertas.
- Destruição de elementos da pista (placas, por exemplo).

E algumas características presentes apenas em algumas versões:
- Comentários sobre os carros do jogo.
- Prisão do jogador se multado mais de duas vezes pela polícia.
- Replay da corrida em múltiplos ângulos.

## Edições

### 3DO
Lançado em dezembro de 1994. Road & Track Presents: The Need for Speed dispunha somente das três pistas principais (City/Coastal/Alpine) no estilo Point-to-Point (Ponta à ponta) e os oito carros. Tem interface simples, mas apresenta tudo necessário para o jogo. Além de apresentar alguns vídeos que mostravam o "oponente" do jogador, chamado de 'X-Man'. O jogo foi um grande sucesso.

### MS-DOS
Em setembro de 1995 chega a primeira conversão do The Need For Speed para o computador MS-DOS, tendo bons gráficos para a época e interface mudada.

### PlayStation/Sega Saturn
Em 1996 é lançado a terceira edição do jogo. Inclui três circuitos de corrida (Autumn Valley/Rusty Springs/Vertigo Ridge). Não há mais os vídeos do oponente, ao invés disso são adicionados slideshows e videos (FMVs/Full-Motion) dos carros.

### Edição Especial (Windows 95)
A edição especial conhecida como The Need For Speed SE foi a primeira a ter suporte ao Windows, e é quase que uma atualização da versão original de DOS, com muitos detalhes ligeiramente melhorados. Ela inclui duas novas pistas (Transtropolis/Burnt Sienna) e opções de áudio em rock ou techno.

## Carros
Foram incluídos carros de marcas que são ícones no mundo esportivo, ícones americanos, importados japoneses importado alemão e ícones italianos:
- Lamborghini Diablo VT
- Ferrari 512TR
- Chevrolet Corvette ZR-1
- Dodge Viper RT/10
- Porsche 911 Carrera
- Acura NSX
- Mazda RX-7
- Toyota Supra Turbo